# Accrescimento (astronomia)
In astrofisica, il termine accrescimento (o accrezione) con il significato di ingrandimento, aumento di massa, è utilizzato in due diversi processi.
Il primo processo è legato all'accrezione di un corpo celeste che, per attrazione gravitazionale, attira su di sé il materiale gassoso che costituisce il disco di accrescimento che lo circonda. I dischi di accrescimento sono comuni intorno a giovani stelle, protostelle, stelle di neutroni e buchi neri al centro delle Galassie. A causa della dinamica che interessa tali dischi, una parte del gas orbitante perde un po' del suo momento angolare, il che innesca un movimento rotatorio che lo porta a cadere spiraleggiando sul corpo centrale, accrescendone così la massa.
Il secondo processo è in certo qual senso analogo al processo di accrezione che si verifica in meteorologia. Infatti, nella teoria nebulare, l'accrezione fa riferimento alla collisione e conseguente unione elettrostatica di particelle di polvere e ghiaccio, presenti nei dischi protoplanetari e nei sistemi protoplanetari di giganti gassosi (detti anche pianeti gioviani), che portano alla formazione di planetesimi, i quali inglobano per attrazione gravitazionale altre particelle e planetesimi, fino alla formazione dei pianeti.
Nel disco di accrescimento per i dischi protoplanetari entrambi i processi di accrezione possono anche verificarsi simultaneamente, come succede, ad esempio, nelle stelle del tipo T Tauri, dove lo stadio di accrescimento può durare per 10 milioni di anni.
I protopianeti di tipo gioviano hanno probabilmente dischi propri, dando luogo ad una sorta di piccolo sistema solare. Un proto-pianeta di tipo gioviano può inglobare del gas dal disco che lo circonda come avviene nel primo processo, mentre, nel contempo, particelle di polvere e ghiaccio presenti nel disco si accrezionano (si ingrandiscono) fino a diventare piccole lune e sistemi di anelli come avviene nel secondo processo.